# 中華基督教會銘基書院

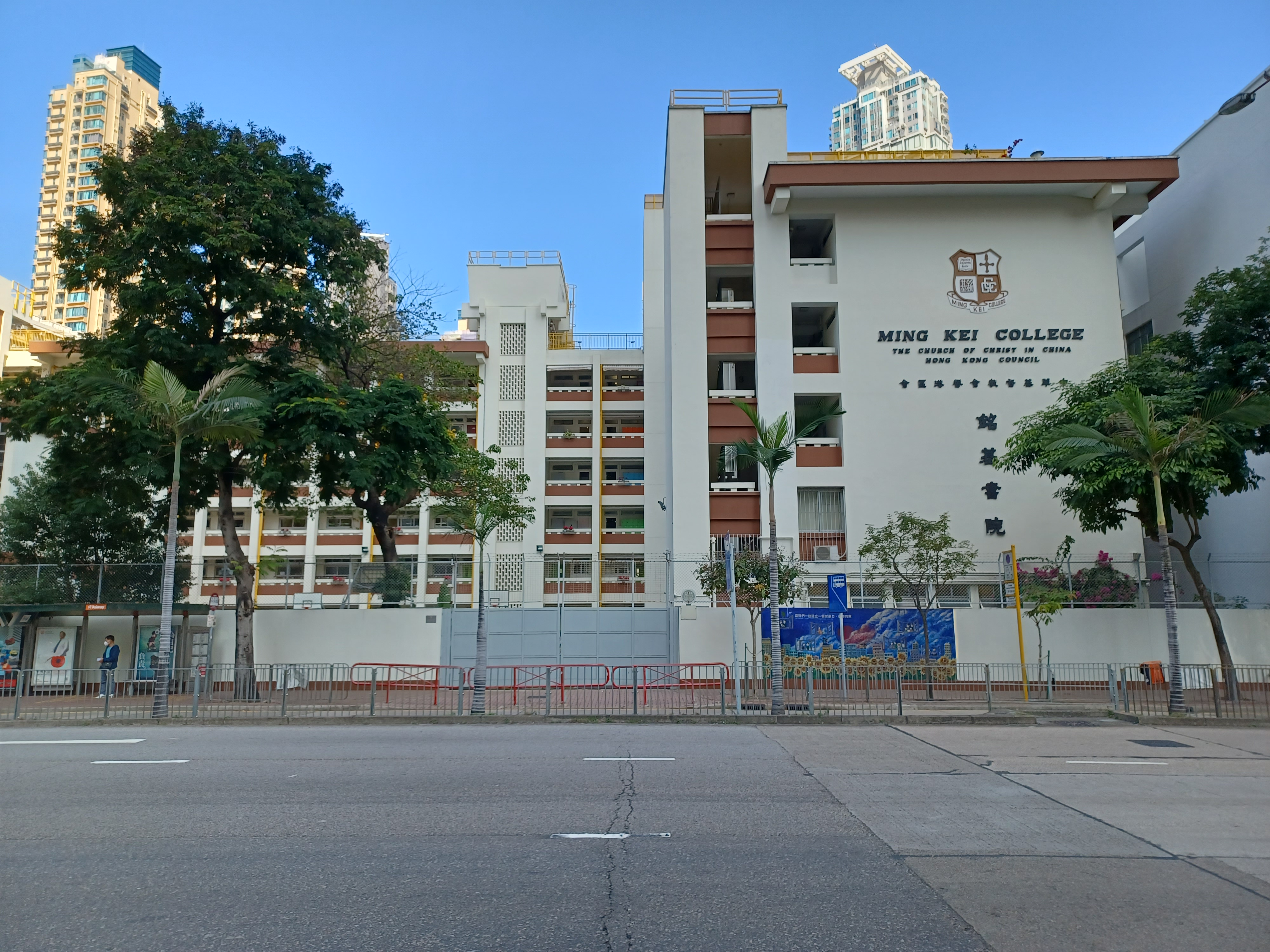
櫻桃街望向中華基督教會銘基書院校舍

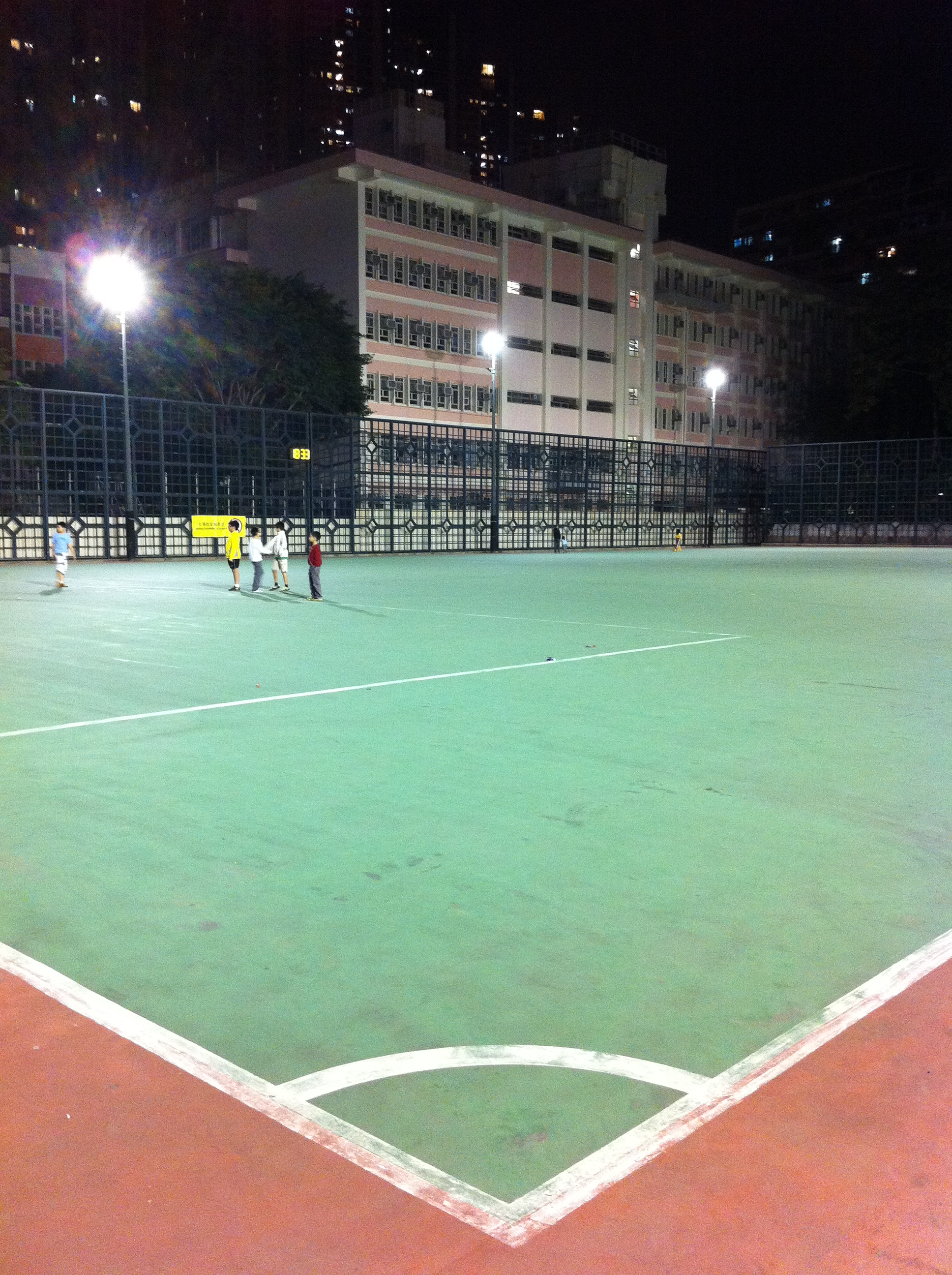
晏架街遊樂場望向中華基督教會銘基書院校舍

中華基督教會銘基書院（簡稱CCCMKC）是於1967年由中華基督教會香港區會創辦的一所英文文法中學，是在奧運區一家知名中學。

## 歷史
書院創辦初期於銘賢書院的校舍上課，於1969年1月29日正式遷入現校舍，校訓為「施比受更為有福」。

## 學校概覽

### 教學語言
教學語言方面，該校自1967年創校至今，一直採用英文為教學語言。教育局之教學語言微調方案於2010年9月推出，該校全體中一學生於所有科目（除宗教教育、中國語文、中國歷史及普通話外）均接受英語教學。
學校設施：
全校30間課室及特別室均覆蓋無線網絡服務，並設有空調、電腦、投影機、Apple TV及實物投映機等設備。
特別室包括：IT創新實驗室（設有多台雷射切割機、立體打印機、3台iMac及24台MacBook Air）、STEM學習室、電腦室及多媒體學習室（兩間）、實驗室（五間）、圖書館、英語活動室、地理室、陶藝室、美術室、家政室、縫紉室、音樂室等。
本校設有可容1300人的禮堂，備有可供戲劇及其他表演設施的小禮堂、可容100人的食堂、藝術廊、宗教資源中心、健身室、具冷熱水設備的更衣室等。
支援有特殊教育需要學生的設施：斜道、暢通易達升降機、暢通易達洗手間、觸覺引路帶、暢通易達的公共詢問或服務櫃檯及視像警報系統。

### 推展全人教育
該校以「全人教育」為目標，為使學生達到德、智、體、群、美、靈六育並重，學校不遺餘力地推行一系列計劃，如為加強學生對國家、社會、地區的認識和歸屬感，校方全力推行的公民教育；積極推行「閱讀獎勵計劃」，並於早上增設20分鐘的「早讀堂」以加強學生中、英文閱讀及寫作能力，並通過普通話教授中國語文科等措施以及創建豐富英語環境的安排，以提高學生「 兩文三語」的水平；通過學生會、領袖生等的選舉及運作，向學生灌輸民主意識，並培養他們的自治、自理能力；還有讓學生學習關懷和扶助弱小的「哥哥姐姐計劃」等。

### 重視家校合作
該校十分重視學校與家庭之間的溝通和聯繫，自從學校於1993年10月成立「家長教師會」之後，就經常通過舉辦各類活動，讓家長和教師共同參與，藉此加強雙方的聯擊。同時，校方又透過學校社工舉辦輔導課程，使家長能更好地與子女溝通和教導子女。

### 服務社會
為使學生盡快樹立服務社會的意識，鼓勵學生積極參與社會服務，該校推行服務積點計劃，早年更開始與嶺南大學合作推展「長幼同心課程」，並於近年正式設立銘基長者學苑，由學生當老師教授長者電腦，以期學生能通過實踐，深切體會銘基校訓，即耶穌基督的聖訓：「施比受更有福」。

## 校政管理
歷任校監
- 1967年至1973年：潘頓 牧師
  - 1967年至1968年：京力士 先生（兼任）
- 1973年至1984年：汪彼得 牧師
- 1984年至1985年：李清詞 牧師
- 1985年至1988年：郭乃弘 牧師
- 1988年至1993年：翁珏光 牧師
- 1993年：蘇宗仁 先生
- 1993年至1994年：吳振智 牧師
- 1994年至1997年：胡丙杰 牧師
- 1997年至2003年：陸輝 牧師
- 2003年至2005年：張黃韻瑤 女士
- 2005年至2011年：李錦昌 先生
- 2011年至2017年：許俊炎 先生
- 2017年至2023年：岑國欣 教授
- 2023年至今：高一村 博士

歷任校長
- 1967年至1977年：韋仲堅先生（Mr. J K Walls[5]，任期：1967-1977）
- 1977年至1992年：陳和通先生（曾任職同系何福堂書院及銘賢書院）
- 1992年至2007年：許俊炎 先生
- 2007年至2017年：陳潔貞 博士
- 2017年至2021年：李揚真 博士
- 2021年至今：張佩姍 博士

## 事件
2024-2025 奪得學界港九第二組女子籃球甲組冠軍、九龍第三組男子排球甲組冠軍及九龍第三組第三區男子足球乙組冠軍。成為本年度港島及九龍地域中學分會中，唯一同時奪得籃球足球排球學界冠軍的男女津貼學校。
2022-2023 奪得學界女子羽毛球比賽甲組冠軍(九龍區第三組)

## 著名校友
商業、醫學界
- 譚偉豪，JP：前立法會議員（資訊科技界）、快譯通的創辦人／電子詞典發明人
- 鄺海翔：亞洲互動媒體創辦人；香港十大傑出青年
- 黃至生：香港中文大學醫學院教授、副院長；香港十大傑出青年、香港人道年獎得獎者[6]
- 鍾浩然：瑪麗醫院急症室副顧問醫生[7]
- 蔡惠琴，JP：泰田、麥基爾國際顧問有限公司主任顧問及亞太區總經理、前香港都會大學校董會成員（1972年中五）

教育及學術界
- 關艷蓮：香港大學教育學院副教授
- 黃至生：香港中文大學醫學院公共衛生及基層醫療學院教授及副院長
- 譚劍虹：前真光女書院校長
- 曹美娟：前中聖書院校長
- 郭燕薇：前中華基督教會基新中學校長
- 陳章明：平等機會委員會前主席[8]
- 任竹嬌：路德會沙崙學校校長
- 楊善錦：已故香港教育大學教育管理及專業支援學系系主任及教育政策與領導學系兼職導師（1972年中五）[9][10]

傳媒、演藝、體育及文化界
- 白雙全：香港著名藝術家[11]
- 梁建鋒：星島日報美西版總編輯
- 周立文：中華電力有限公司市場部總監
- 鄭子誠：香港藝人[12]
- 黃守東：前亞洲電視公關及宣傳科高級經理[13]
- 徐羨曾：插畫師、舞台創作演員、廣告演員[14]
- 韓毓霞：無綫電視體育節目主持、電視藝員[15]
- 陳國熙（Jerry）：旅遊節目主持、司儀、專欄作家[16]
- 林創成：前《太陽報》總監，現任《信報》主筆。[17]
- 黃智亨：香港電影製作人
- 張國林：環星音樂、環星娛樂 創辦人/老闆丨IFPI香港會主席
- 譚舜而：保齡球運動員
- 潘明珠：兒童文學作家
- 蔡嘉欣：香港女藝人
- 祝紫嫣：香港電影導演﹑編劇﹑作家
- 黃秋南：香港躲避盤總會創辦人及前主席[18]，亦為香港引入了VX球、三人羽毛球及雪合戰等新興運動，2019芬蘭木柱世界盃季軍得主[19]
- 古芷程：女子籃球運動員

其他
- 洪家耀：香港唯一華人鯨豚專家、香港海豚保育學會會長[20]
- 梁嘉瑩：因為有米所以派米大行動-發起人29
- 劉富生：保安局局長政治助理

## 著名老師
- 林超英先生：前香港天文台台長，早年曾經在銘基書院任教物理、附加數學及應用數學一年[21][22]。

## 校歌
該校的校歌是使用著名奧地利古典音樂家海頓於1797年所作的《帝皇頌》音調，與歷史上的奧匈帝國、納粹德國以及今天的德意志聯邦共和國的國歌一樣。

## 香港傑出學生選舉
截至2021年（第36屆），在香港傑出學生選舉共出產1名香港傑出學生。

## 外部連結
- 中華基督教會銘基書院網站（页面存档备份，存于）
- 中華基督教會基道旺角堂（页面存档备份，存于）
- 銘基放大鏡（页面存档备份，存于）
- 我的香港夢音樂會2015 覺醒 聯校合唱團（页面存档备份，存于）

## 媒體報導
- 【減班影響 悲喜小學生同趕叩門 考第三精英 派第九志願】(星島日報，2011年7月6日)
- （页面存档备份，存于）【中學生創高科技防盜銀包】(星島日報，2011年8月20日)
- [永久]【中華基督教會銘基書院 錢包藍牙防盜 聯校設計賽奪冠】(大公報，2011年9月19日)
- （页面存档备份，存于）【鮮魚行劏房生派英中】(文匯報，2012年7月11日)
- （页面存档备份，存于）【第一志願照叩門 老牌英中排長龍】(蘋果日報，即時新聞，2013年7月9日)
- （页面存档备份，存于）【突工隊：為咗升中一囡囡 媽媽6點排定隊】(蘋果日報，即時新聞，2013年7月9日)
- （页面存档备份，存于）【自動晾衫架改良闖科展】(HKBNnewson，2013年8月25日)
- [永久] [永久]【大角咀名校銘基書院首誕傑生】(Sunday_Kiss 第820期 20-21頁，2013年8月26日)
- [永久]【尖子破障行善】(東方日報專題新聞A8版，2013年11月3日)
- [永久]【銘基書院校長送藍寶石 教學生想飛而飛】(信報，生活藝術C3版，2014年7月7日)
- 【人窮志未窮 新移民終入英中】(星島日報,港聞，2014年7月9日)
- （页面存档备份，存于）【慳妹愛睇書盼做小說家】(蘋果日報，港聞，2014年7月9日)
- （页面存档备份，存于）【獲派首志願照叩名校門】(蘋果日報，港聞，2014年7月9日)
- （页面存档备份，存于）【「博一博」心儀校 「叩門」靠「彩數」】(文匯報教育版，2014年7月9日)
- （页面存档备份，存于）【佔領旺角：中三女生留守街頭成績更勝從前】(蘋果日報，即時新聞，2014年10月30日)
- [永久] [永久] 【Breaking The Barriers】(South China Morning Post Good Schools Guide，2014年12月7日)
- （页面存档备份，存于）【升中獲派首志願 學生喜極而泣】(TOPICK，2015年7月7日)
- （页面存档备份，存于）【上水英中叩門　67人爭1學額】(蘋果日報，要聞港聞，2015年7月8日)
- （页面存档备份，存于）【東網校園：學生執紙皮初體驗　知生活艱難】(東網，2016年4月4日)
- （页面存档备份，存于）【升中派位：失望老豆陪子叩門想檢討制度：滿意率應達99%】(蘋果日報，即時新聞，2016年7月5日)
- （页面存档备份，存于）【油天近7成派首志願　校長：贏在起跑線！】(東網，2016年7月5日)
- （页面存档备份，存于）【香港中学拒收同区叩门生恐违法 升中放榜有获首志愿学生家长仍叩门】(大紀元，香港要聞，2016年7月6日)
- （页面存档备份，存于）【學界籃球精英賽石文雅超級「雙雙」領青年會險勝響頭炮】(體路，2016年12月16日)
- （页面存档备份，存于）【銘基書院辦升中簡介會】(星島日報，教育版，2016年11月18日)
- （页面存档备份，存于）【學界籃球：聖若瑟銘基 D2 稱王封后　齊闖精英賽】(體路，2016年11月18日)
- （页面存档备份，存于）【學界籃球精英賽：「慢熱」青中跑出 「黑馬」銘基惡鬥福建爭出線！】(體路，2016年12月18日)
- [29] 【 人事晴深： 四處走訪, 望區區有得派,為獨居長者送暖】(晴報，2018年9月13日)
- [30] 【D3學界排球：中華基督教會銘基書院克服先輸一局的劣勢，以局數2：1反勝聖公會聖馬利亞堂莫慶堯中學奪冠。】(體路，2024年12月21日)